# Manuel de Codage
Manuel de Codage, abreviado como MdC, es un sistema estándar de codificar y transliterar jeroglíficos egipcios que utiliza únicamente caracteres latinos, creado para su uso en ordenadores.

## Historia
En 1984, se encargó a un comité de expertos la elaboración de un sistema uniforme para codificar textos jeroglíficos en el ordenador. El resultado fue la publicación y adopción en 1988 del Manuel de codage des textes hiéroglyphiques en vue de leur saisie informatique (Manual para codificar textos jeroglíficos con vistas a su entrada informática) diseñado por Jan Buurman, Nicolas Grimal, Michael Hainsworth, Jochen Hallof y Dirk van der Plas, que suele abreviarse como Manuel de Codage.
El Manuel de Codage presenta una forma sencilla de clasificar y codificar la escritura jeroglífica, así como la transliteración jeroglífica abreviada que, de esta forma, no requiere ninguna fuente especial y, por lo tanto, es accesible para todos. Se basa en la escritura latina, con algunas letras mayúsculas y minúsculas que tienen valores diferentes. Combina la clasificación de la Lista de Gardiner (con códigos de letras y números), enriquecida con signos faltantes, con la codificación de ciertos jeroglíficos por fonemas. Además, ofrece un sistema de disposición que permite indicar la posición de un signo con relación a otro.
El sistema de codificación Manuel de Codage ha sido adoptado por la egiptología internacional como estándar oficial común para registrar textos jeroglíficos en el ordenador.

## Lista de jeroglíficos uniliterales fundamentales de Gardiner y su transliteración
| A |

| A |

| i |

| i |

| i · i |

| i · i |

| y |

| y |

| a |

| a |

| w |

| w |

| W |

| W |

| b |

| b |

| p |

| p |

| f |

| f |

| m |

| m |

| M |

| M |

| n |

| n |

| N |

| N |

| r |

| r |

| l |

| l |

| h |

| h |

| H |

| H |

| x |

| x |

| X |

| X |

| z |

| z |

| s |

| s |

| S |

| S |

| q |

| q |

| k |

| k |

| g |

| g |

| t |

| t |

| T |

| T |

| d |

| d |

| D |

| D |

El MdC especifica un método para codificar informáticamente textos egipcios antiguos completos, indicando muchos de los rasgos que caracterizan la escritura jeroglífica, como la colocación, la orientación, el color e incluso el tamaño de los jeroglíficos individuales. Los jeroglíficos no incluidos en la lista fundamental se denominan por su número de Gardiner. Este sistema es utilizado (aunque a menudo con modificaciones) por varios paquetes de software desarrollados para la composición tipográfica de textos jeroglíficos (como SignWriter, WinGlyph, MacScribe, InScribe, Glyphotext, WikiHiero,  JSesh y otros). Se basa vagamente en la representación común de fórmulas algebraicas. Algunas de las reglas son:
- el signo '-' concatena los signos o grupo de signos entre los que se sitúa.
- el signo ':' coloca el primer signo o grupo de signos encima del segundo signo.
- el signo '*' yuxtapone dos signos o grupos de signos.
- los paréntesis '( )' forman una agrupación compacta de signos ordenados según las demás reglas, que se trata como si fuera un solo signo.
- los '< >' marcan los cartuchos.
- el signo '!' marca el final de línea.
- el signo '!!' marca el final de página.